# Тамкиви, Яанус
Яанус Тамкиви (эст. Jaanus Tamkivi; родился 17 ноября 1959 года в Курессааре) — эстонский политик, член Эстонской партии реформ. Мэр Курессааре (1996—2005), член Рийгикогу (2005—2015), министр окружающей среды (2007—2011). С 2021 г. председатель Сааремааской краевой думы.
Окончил среднюю школу имени Виктора Кингиссеппа в Кингиссеппе (1978) и Таллинский политехнический институт по специальности инженер-строитель (1983).
В 1983—1989 мастер Колхозного строительного управления Сааре.
С 1989 по 1992 год руководитель отдела реставрации средневековых храмов Реставрационного управления муниципалитета Сааремаа. С 1992 по 1996 год генеральный директор акционерного общества «Тансар».
С 1996 по 2005 год мэр Курессааре.
Депутат X Рийгикогу с 2005 по 2007 год, председатель комитета по окружающей среде, позже председатель фракции Партии реформ. В 2007—2011 гг. министр окружающей среды. С 2011 по 2015 год член XII Рийгикогу.
26 февраля 2021 года избран председателем муниципального совета Сааремаа.
Баллотировался в Рийгикоку на выборах 2023 года, набрал 790 голосов в избирательном округе № 5 (Хийу , Ляэне и Сааремаа), не был избран.
Женат на Еве Тамкиви. У них сыновья Каспар и Карл-Хендрик и дочь Кристель.